# Liste der Biografien/Boud
Liste der Biografien |
Portal Biografien |
Personensuche
# |
A |
B |
C |
D |
E |
F |
G |
H |
I |
J |
K |
L |
M |
N |
O |
P |
Q |
R |
S |
T |
U |
V |
W |
X |
Y |
Z |
?
 
Ba |
Be |
Bd |
Bg |
Bh |
Bi |
Bj |
Bl |
Bm |
Bn |
Bo |
Br |
Bs |
Bu |
Bw |
By |
Bz
 
Boa–Boc |
Bod |
Boe |
Bof |
Bog |
Boh |
Boi–Bok |
Bol |
Bom |
Bon |
Boo |
Bop |
Boq |
Bor |
Bos |
Bot |
Bou |
Bov–Boz
 
Boua |
Boub |
Bouc |
Boud |
Boue |
Bouf |
Boug |
Bouh |
Boui |
Bouj |
Bouk |
Boul |
Boum |
Boun |
Boup |
Bouq |
Bour |
Bous |
Bout |
Bouu |
Bouv |
Bouw |
Boux |
Bouy |
Bouz
Die Liste der Biografien führt alle Personen auf, die in der deutschsprachigen Wikipedia einen Artikel haben. Dieses ist eine Teilliste mit 58 Einträgen von Personen, deren Namen mit den Buchstaben „Boud“ beginnt.

## Boud

### Bouda
- Boudali, Tarek (* 1979), französischer Regisseur, Drehbuchautor und SchauspielerTarek Boudali (* 1979)

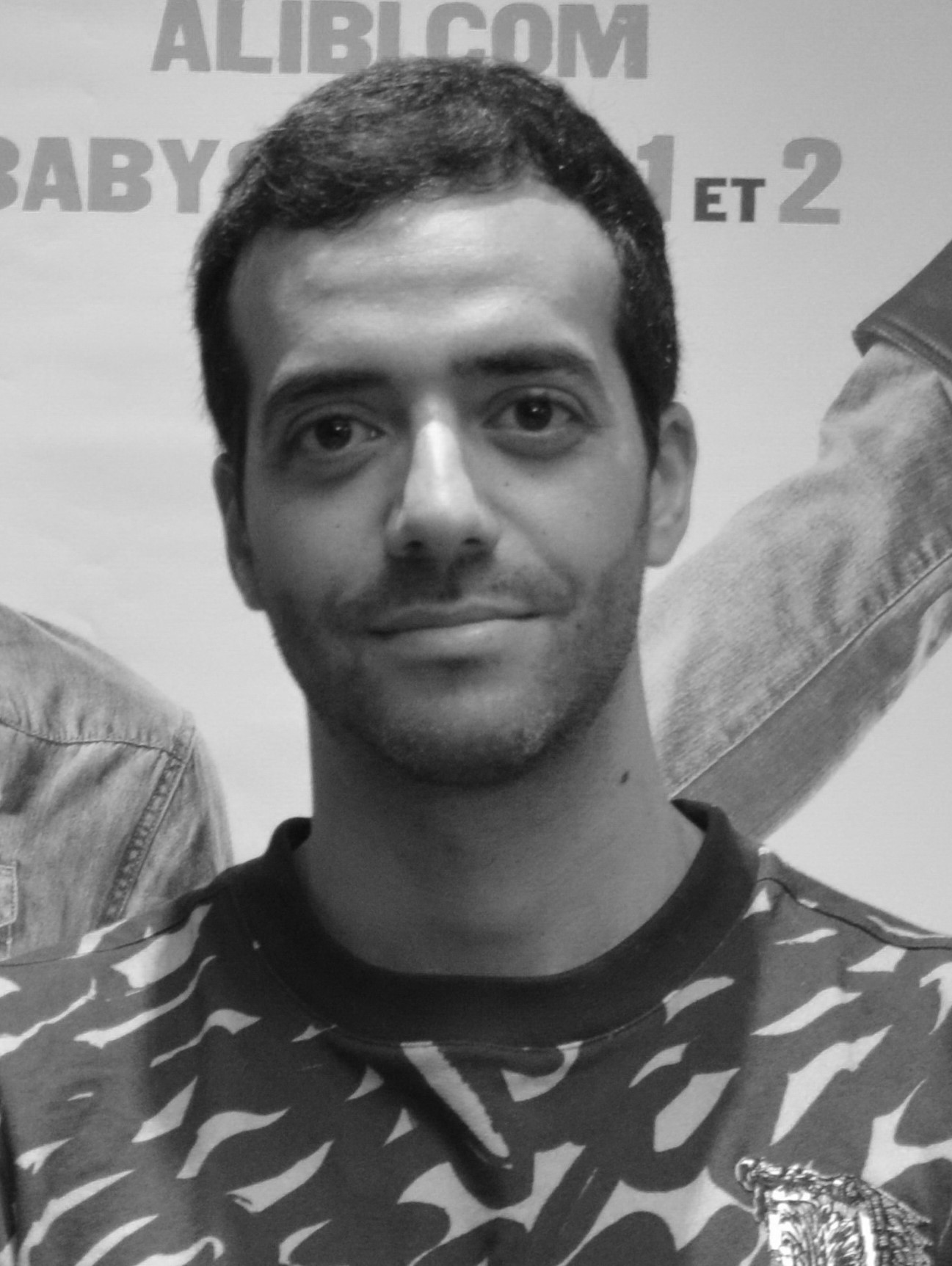
Tarek Boudali (* 1979)

- Boudaoui, Hichem (* 1999), algerischer Fußballspieler
- Boudard, Alphonse (1925–2000), französischer Schriftsteller
- Boudart, Michel (1924–2012), belgisch-amerikanischer Chemieingenieur
- Boudat, Thomas (* 1994), französischer Radrennfahrer

### Boude
- Boude, Thomas (1752–1822), US-amerikanischer Politiker
- Boudebouda, Brahim (* 1990), algerischer Fußballspieler
- Boudebouz, Ryad (* 1990), französisch-algerischer Fußballspieler
- Boudehen, Jean (1939–1982), französischer Kanute
- Bouden Romdhane, Najla (* 1958), tunesische Geologin und Politikerin
- Boudet, Françoise (1925–2012), französische Malerin, Zeichnerin und Grafikerin
- Boudet, Jean (1769–1809), französischer General
- Boudet, Jean Jacques (1837–1915), französischer Priester und Autor

### Boudg
- Boudgoust, Peter (* 1954), deutscher Jurist und Intendant

### Boudh
- Boudhina, Rached (* 1949), tunesischer Handballspieler

### Boudi
- Boudia, David (* 1989), US-amerikanischer Wasserspringer
- Boudia, Mohammed (1932–1973), algerischer Schriftsteller und Mitglied der Volksfront zur Befreiung Palästinas
- Boudiaf, Karim (* 1990), katarischer Fußballspieler
- Boudiaf, Muhammad (1919–1992), algerischer Präsident
- Boudicca, britannische HeerführerinBoudicca

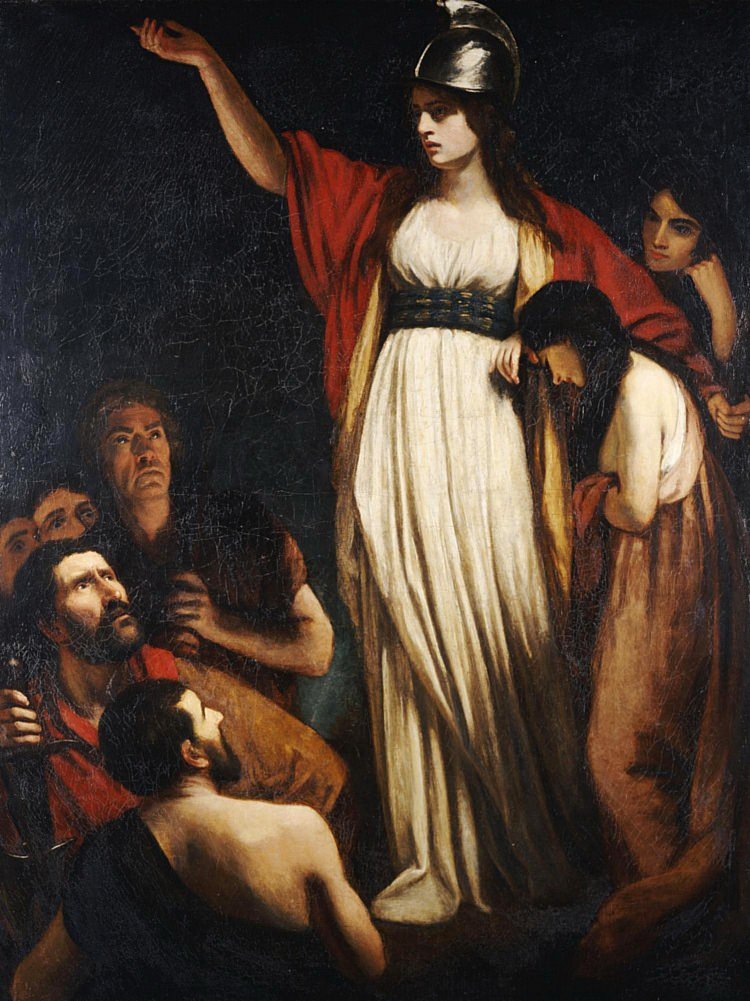
Boudicca

- Boudié, Florent (* 1973), französischer Politiker, Mitglied der Nationalversammlung
- Boudier, Émile (1828–1920), französischer Mykologe und Apotheker
- Boudin, Eugène (1824–1898), französischer Maler
- Boudin, Kathy (1943–2022), US-amerikanische Gesundheits- und Sozialwissenschaftlerin
- Boudin, Michael (1939–2025), US-amerikanischer Jurist
- Boudinot, Elias (1740–1821), US-amerikanischer Politiker
- Boudinot, Elias Cornelius (1835–1890), US-amerikanischer Jurist, Politiker und Offizier
- Boudinot, Truman E. (1895–1945), US-amerikanischer Offizier, Generalmajor der US-Army

### Boudj
- Boudjalthia, Zakaria (* 1994), algerischer Langstreckenläufer
- Boudjedra, Rachid (* 1941), algerischer Schriftsteller
- Boudjellal, Farid (* 1953), französischer Comicautor und -zeichner

### Boudn
- Boudník, Vladimír (1924–1968), tschechischer Maler und Grafiker
- Boudný, Pavel (* 1982), tschechischer Mountainbiker

### Boudo
- Boudodimos, Alea Sophia (* 1999), deutsche Schauspielerin indischer Herkunft
- Boudon, Anja (* 1968), deutsche politische Beamtin
- Boudon, Joseph (1938–1989), französischer Radrennfahrer
- Boudon, Raymond (1934–2013), französischer Soziologe
- Boudon-Millot, Véronique (* 1962), französische Altphilologin und Medizinhistorikerin
- Boudou, Amado (* 1963), argentinischer Geschäftsmann und Wirtschaftsminister
- Boudouani, Laurent (* 1966), französischer Boxer
- Boudouard, Octave Leopold (1872–1923), französischer Chemiker
- Boudoumi, Dhiae (* 2001), algerischer Leichtathlet
- Boudouris, Nikolaos (* 1971), griechischer Basketballspieler
- Boudová, Nela (* 1967), tschechische Schauspielerin

### Boudr
- Boudreau, Bernie (* 1944), kanadischer Rechtsanwalt und Politiker
- Boudreau, Bruce (* 1955), kanadischer Eishockeyspieler und -trainer
- Boudreau, Chantal (* 1989), kanadische Fußballschiedsrichterassistentin
- Boudreau, Lou (1917–2001), US-amerikanischer Baseballspieler und -manager
- Boudreau, Walter (* 1947), kanadischer Komponist und Saxophonist
- Boudreault, Sylvie (* 1977), kanadische Biathletin
- Boudreaux, Chris (* 1989), US-amerikanischer Schauspieler und Model
- Boudreaux, Gail (* 1960), US-amerikanische Geschäftsfrau und Funktionärin im Gesundheitswesen
- Boudreaux, John (1936–2017), US-amerikanischer Jazz- und Rhythm-&-Blues-Musiker (Schlagzeug)
- Boudreaux, Warren Louis (1918–1997), US-amerikanischer Geistlicher, römisch-katholischer Bischof von Houma-Thibodaux
- Boudrias, André (1943–2019), kanadischer Eishockeyspieler, -trainer, -funktionär und -scout
- Boudriot, Wilhelm (1892–1948), deutscher reformierter Theologe
- Boudrioua, Idriss (* 1958), französisch-kanadischer Saxophonist
- Boudry, Aloïs (1851–1938), belgischer Maler von Genreszenen, Porträts und Stillleben